# Chelonus muratus
Chelonus muratus är en stekelart som beskrevs av Charles Thomas Brues 1910. Chelonus muratus ingår i släktet Chelonus och familjen bracksteklar. Inga underarter finns listade i Catalogue of Life.